# Bombina pachypus
Bombina pachypus is een kikker uit de familie vuurbuikpadden (Bombinatoridae). De soort werd voor het eerst wetenschappelijk beschreven door Bonaparte in 1838.